# Asian Five Nations 2013 (dywizje)
Asian Five Nations 2013 (z powodów sponsorskich HSBC Asian 5 Nations 2013) – szósta edycja corocznego turnieju organizowanego pod auspicjami ARFU dla azjatyckich męskich reprezentacji rugby union. Turnieje w ramach niższych od Top 5 dywizji odbywały się od marca do lipca 2013 roku. Zwycięzcy pierwszych czterech dywizji uzyskali awans do wyższych klas rozgrywek, najsłabsze zespoły natomiast zostały relegowane do niższych.

## System rozgrywek
Dywizja 1 rozgrywała zawody systemem kołowym – zwycięzca meczu zyskiwał pięć punktów, za remis przysługiwały trzy punkty, porażka nie była punktowana, a zdobycie przynajmniej czterech przyłożeń lub przegrana nie więcej niż siedmioma punktami premiowana była natomiast punktem bonusowym. Dywizje 2, 3 i 4 rywalizowały natomiast w formie turnieju play-off – zwycięzcy półfinałów walczyli o triumf w zawodach i jednocześnie awans do wyższej dywizji, przegrani zaś z tych meczów o utrzymanie się w tej klasie rozgrywek. Z uwagi na fakt, iż w Dywizji 5 w tym sezonie wystąpiły jedynie dwie drużyny, rozegrały one pomiędzy sobą dwumecz.
Turniej Dywizji 1 służył jednocześnie jako etap kwalifikacji do Pucharu Świata w 2015.

## Dywizja 1
Zawody w Dywizji 1 zostały rozegrane systemem kołowym na boisku Havelocks RFC w Kolombo w trzech meczowych dniach pomiędzy 31 marca a 6 kwietnia 2013 roku. Wzięły w nim udział cztery drużyny: spadkowicz z Asian Five Nations 2012 Kazachstan, Sri Lanka, Chińskie Tajpej oraz awansująca z Dywizji 2 Tajlandia.
Z kompletem punktów w turnieju zwyciężyła reprezentacja Sri Lanki, powracając do rozgrywek elity, utrzymując jednocześnie szansę na awans do Pucharu Świata. Pomimo jednego zwycięstwa najsłabsza w zawodach okazała się Tajlandia, w powrotem spadając do Dywizji 2. Najwięcej punktów zdobył zawodnik gospodarzy, Mohamed Rizah Mubarak.

### Mecze
| 31 marca 201314:00 | Kazachstan | 10:33(0:17) | Tajlandia | Havelocks RFC, Kolombo |
| 31 marca 201314:00 |            | 10:33(0:17) |           | Havelocks RFC, Kolombo |

| 31 marca 201316:00 | Sri Lanka | 39:8(6:3) | Chińskie Tajpej | Havelocks RFC, Kolombo Widzów: 4800 |
| 31 marca 201316:00 |           | 39:8(6:3) |                 | Havelocks RFC, Kolombo Widzów: 4800 |

| 3 kwietnia 201314:00 | Kazachstan | 42:10(26:0) | Chińskie Tajpej | Havelocks RFC, Kolombo |
| 3 kwietnia 201314:00 |            | 42:10(26:0) |                 | Havelocks RFC, Kolombo |

| 3 kwietnia 201316:00 | Sri Lanka | 45:7(28:0) | Tajlandia | Havelocks RFC, Kolombo Widzów: 4800 |
| 3 kwietnia 201316:00 |           | 45:7(28:0) |           | Havelocks RFC, Kolombo Widzów: 4800 |

| 6 kwietnia 201314:00 | Chińskie Tajpej | 52:23(14:16) | Tajlandia | Havelocks RFC, Kolombo |
| 6 kwietnia 201314:00 |                 | 52:23(14:16) |           | Havelocks RFC, Kolombo |

| 6 kwietnia 201316:00 | Sri Lanka | 49:18(30:6) | Kazachstan | Havelocks RFC, Kolombo |
| 6 kwietnia 201316:00 |           | 49:18(30:6) |            | Havelocks RFC, Kolombo |

## Dywizja 2
Podobnie jak rok wcześniej turniej Dywizji 2 odbył się w Kuala Lumpur w ciągu trzech meczowych dni pomiędzy 4 a 8 czerwca 2013 roku i wzięły w nim udział cztery zespoły rywalizujące systemem pucharowym. W zawodach zwyciężyła reprezentacja Singapuru zyskując awans do Dywizji 1, relegowana zaś została drużyna Indii.
|  | Półfinały | Półfinały | Półfinały |  |  | Finał             | Finał             | Finał             |
|  |           |           |           |  |  |                   |                   |                   |
|  | 1         | Singapur  | 67        |  |  |                   |                   |                   |
|  | 4         | Indie     | 8         |  |  |                   |                   |                   |
|  |           |           |           |  |  |                   | Singapur          | 20                |
|  |           |           |           |  |  |                   | Malezja           | 17                |
|  | 2         | Malezja   | 48        |  |  |                   |                   |                   |
|  | 3         | Iran      | 10        |  |  | Mecz o 3. miejsce | Mecz o 3. miejsce | Mecz o 3. miejsce |
|  |           |           |           |  |  |                   |                   |                   |
|  |           |           |           |  |  |                   | Indie             | 13                |
|  |           |           |           |  |  |                   | Iran              | 30                |

### Półfinały
| 4 czerwca 201315:00 | Singapur | 67:8(24:5) | Indie | Stadium Kelana Jaya, Kuala Lumpur Widzów: 1000 |
| 4 czerwca 201315:00 |          | 67:8(24:5) |       | Stadium Kelana Jaya, Kuala Lumpur Widzów: 1000 |

| 4 czerwca 201317:00 | Malezja | 48:10(18:5) | Iran | Stadium Kelana Jaya, Kuala Lumpur |
| 4 czerwca 201317:00 |         | 48:10(18:5) |      | Stadium Kelana Jaya, Kuala Lumpur |

### Mecz o trzecie miejsce
| 7 czerwca 201317:00 | Indie | 13:30(13:13) | Iran | Stadium Kelana Jaya, Kuala Lumpur |
| 7 czerwca 201317:00 |       | 13:30(13:13) |      | Stadium Kelana Jaya, Kuala Lumpur |

### Finał
| 8 czerwca 201318:00 | Singapur | 20:17(7:9) | Malezja | Stadium Kelana Jaya, Kuala Lumpur |
| 8 czerwca 201318:00 |          | 20:17(7:9) |         | Stadium Kelana Jaya, Kuala Lumpur |

## Dywizja 3
Podobnie jak rok wcześniej turniej Dywizji 3 odbył się w Kuala Lumpur w ciągu trzech meczowych dni pomiędzy 5 a 8 czerwca 2013 roku i wzięły w nim udział cztery zespoły rywalizujące systemem pucharowym. W zawodach zwyciężyła reprezentacja Kataru zyskując awans do Dywizji 2, relegowana zaś została drużyna Chin.
|  | Półfinały | Półfinały | Półfinały |  |  | Finał             | Finał             | Finał             |
|  |           |           |           |  |  |                   |                   |                   |
|  | 1         | Chiny     | 0         |  |  |                   |                   |                   |
|  | 4         | Katar     | 76        |  |  |                   |                   |                   |
|  |           |           |           |  |  |                   | Katar             | 13                |
|  |           |           |           |  |  |                   | Guam              | 7                 |
|  | 2         | Guam      | 33        |  |  |                   |                   |                   |
|  | 3         | Indonezja | 15        |  |  | Mecz o 3. miejsce | Mecz o 3. miejsce | Mecz o 3. miejsce |
|  |           |           |           |  |  |                   |                   |                   |
|  |           |           |           |  |  |                   | Chiny             | 13                |
|  |           |           |           |  |  |                   | Indonezja         | 27                |

### Półfinały
| 5 czerwca 201315:00 | Guam | 33:15(16:3) | Indonezja | Stadium Kelana Jaya, Kuala Lumpur |
| 5 czerwca 201315:00 |      | 33:15(16:3) |           | Stadium Kelana Jaya, Kuala Lumpur |

| 5 czerwca 201317:00 | Chiny | 0:76(0:38) | Katar | Stadium Kelana Jaya, Kuala Lumpur |
| 5 czerwca 201317:00 |       | 0:76(0:38) |       | Stadium Kelana Jaya, Kuala Lumpur |

### Mecz o trzecie miejsce
| 7 czerwca 201315:00 | Chiny | 13:27(6:18) | Indonezja | Stadium Kelana Jaya, Kuala Lumpur |
| 7 czerwca 201315:00 |       | 13:27(6:18) |           | Stadium Kelana Jaya, Kuala Lumpur |

### Finał
| 8 czerwca 201316:00 | Katar | 13:7(3:0) | Guam | Stadium Kelana Jaya, Kuala Lumpur |
| 8 czerwca 201316:00 |       | 13:7(3:0) |      | Stadium Kelana Jaya, Kuala Lumpur |

## Dywizja 4
Turniej Dywizji 4 odbył się na The Sevens w Dubaju w dniach 8–10 maja 2013 roku z udziałem czterech zespołów. W pierwszym dniu meczowym – 8 maja – rozegrane zostały półfinały, finały natomiast dwa dni później – 10 maja – stanowiąc preludium do spotkania Top 5 tej edycji. Po zaciętych pojedynkach półfinałowych górą okazały się wyżej rozstawione zespoły, a w swoim trzecim finale na tym poziomie rozgrywek triumfowali Libańczycy.
|  | Półfinały | Półfinały  | Półfinały |  |  | Finał             | Finał             | Finał             |
|  |           |            |           |  |  |                   |                   |                   |
|  | 1         | Pakistan   | 31        |  |  |                   |                   |                   |
|  | 4         | Laos       | 25        |  |  |                   |                   |                   |
|  |           |            |           |  |  |                   | Pakistan          | 12                |
|  |           |            |           |  |  |                   | Liban             | 45                |
|  | 2         | Liban      | 35        |  |  |                   |                   |                   |
|  | 3         | Uzbekistan | 25        |  |  | Mecz o 3. miejsce | Mecz o 3. miejsce | Mecz o 3. miejsce |
|  |           |            |           |  |  |                   |                   |                   |
|  |           |            |           |  |  |                   | Laos              | 15                |
|  |           |            |           |  |  |                   | Uzbekistan        | 18                |

### Półfinały
| 8 maja 201317:00 | Liban | 35:25 | Uzbekistan | The Sevens, Dubaj |
| 8 maja 201317:00 |       | 35:25 |            | The Sevens, Dubaj |

| 8 maja 201319:00 | Pakistan | 31:25 | Laos | The Sevens, Dubaj |
| 8 maja 201319:00 |          | 31:25 |      | The Sevens, Dubaj |

### Mecz o trzecie miejsce
| 10 maja 201317:00 | Uzbekistan | 18:15(0:8) | Laos | The Sevens 2, Dubaj |
| 10 maja 201317:00 |            | 18:15(0:8) |      | The Sevens 2, Dubaj |

### Finał
| 10 maja 201317:00 | Liban | 45:12(27:5) | Pakistan | The Sevens, Dubaj |
| 10 maja 201317:00 |       | 45:12(27:5) |          | The Sevens, Dubaj |

## Dywizja 5
Turniej Dywizji 5 odbył się w Phnom Penh w formie dwumeczu pomiędzy reprezentacjami gospodarzy oraz Brunei w dniach 5–7 lipca 2013 roku. W obu meczach lepsi byli zawodnicy z Kambodży. 
| 5 lipca 201315:00 | Kambodża | 38:0(24:0) | Brunei | RCAF Old Stadium, Phnom Penh |
| 5 lipca 201315:00 |          | 38:0(24:0) |        | RCAF Old Stadium, Phnom Penh |

| 7 lipca 201315:00 | Brunei | 0:28(0:14) | Kambodża | RCAF Old Stadium, Phnom Penh |
| 7 lipca 201315:00 |        | 0:28(0:14) |          | RCAF Old Stadium, Phnom Penh |